# Чемпионат Казахстана по футболу среди женщин 2017
XVIII Чемпионат Казахстана по футболу среди женщин стартует 20 мая 2017 года. Чемпионский титул защищает команда «БИИК-Казыгурт» (Шымкент).

## Регламент

### Участие лучших команд веврокубках
По состоянию на начало чемпионата квота Казахстана на участие в еврокубках была следующей:
| Место | Турнир                           | Начало выступления |
| ----- | -------------------------------- | ------------------ |
| 1     | Лига чемпионов УЕФА среди женщин | 1/16 финала        |

### Участники чемпионата
- Участниками чемпионата могут быть только клубы, являющихся юридическими лицами, в соответствии с действующим законодательством Республики Казахстан, обязующиеся соблюдать и выполнять требования уставов, регламентов и иных положений FIFA, UEFA и ФФК и получившие соответствующее разрешение ФФК.
- Состав участников чемпионата среди женских клубов (команд) определяется Исполкомом.
- К участию в Чемпионате РК допускаются только игроки и официальные лица клуба, имеющие удостоверения участника, выданные ОЖФ.
- В случае если команда исключается (снимается) из состава участников Чемпионата РК, место исключенной команды остается вакантным до окончания Чемпионата РК.
- Клубы (команды), участники соревнований, обязаны направить в ФФК письменное подтверждение своего участия в сроки, установленные ФФК.
- Если клуб (команда), которая снимается (исключается) с соревнования, провела половину и менее матчей в соревновании, то её результат аннулируется. В случае проведения командой более половины матчей ей засчитываются поражения в оставшихся матчах, а командам-соперницам присуждаются победы.

### Определение мест в случае равенства очков
В случае равенства очков у двух и более команд, места определяются следующим образом:
- по наибольшему числу побед во всех матчах.
- по результатам игры между собой.
- по лучшей разности забитых и пропущенных мячей во всех матчах.
- по наибольшему числу забитых мячей во всех матчах.
- по наименьшему числу нарушений, занесенных в протоколы матчей (предупреждение – 1 штрафное очко, удаление – 5 штрафных очков).

Все показатели в настоящем пункте указаны в порядке приоритетности, т.е. приоритет при подсчете отдается предшествующему показателю.
В случае абсолютного равенства всех показателей, места команд определяются жребием.

### Требования к составам команд
- В состав одной команды допускаются внесение не более 9-ти легионеров, 5 из которых имеют право одновременного участия в матче. В случае нарушения требований настоящего пункта, к клубу (команде) применяются санкции в соответствии с Дисциплинарным регламентом.
- При проведении соревнований ФФК в протокол матча может быть внесено не более 11 основных и 7 запасных игроков. В ходе матчей Чемпионат РК разрешаются замены не более 7-ми игроков, внесенных в протокол матча.

### Периоды регистрации игроков
Регистрационные периоды, то есть сроки, в которые разрешается переход игроков из команды в команду и заявка новых игроков, установлены следующим образом:
- 1-й период — с 1 марта до 1 мая (до 24:00 ч. времени Астаны);
- 2-й период — с 20 июля до 9 августа (до 24:00 ч. времени Астаны);

## Участники

### Стадионы
| Клуб           | Город    | Стадион                         | Вместимость | Макс. посещаемость | Общ. посещаемость | КИ | Сред. посещаемость |
| -------------- | -------- | ------------------------------- | ----------- | ------------------ | ----------------- | -- | ------------------ |
| Окжетпес       | Кокшетау | СК Жаксы (Щучинск)              | 400         | 100                | 150               | 2  | 75                 |
| БИИК-Казыгурт  | Шымкент  | ФЦ БИИК                         | 3,000       | 100                | 200               | 2  | 100                |
| БИИК-СДЮШОР №7 | Шымкент  | ФЦ БИИК                         | 3,000       | 100                | 370               | 6  | 61                 |
| ОДЮСШ №2       | Актобе   | КазНАУ им. Жарылгапова (Алматы) | 3,000       | 50                 | 400               | 6  | 66                 |
| СШВСМ-Барыс    | Алматы   | КазНАУ им. Жарылгапова          | 3,000       | 200                | 500               | 5  | 100                |

### Тренеры, поставщики формы и спонсоры
| Клуб           | Главный тренер        | Поставщик формы | Главный спонсор                   |
| -------------- | --------------------- | --------------- | --------------------------------- |
| БИИК-Казыгурт  | Калоян Петков         | Saller          | Акимат Южно-Казахстанской области |
| БИИК-СДЮШОР №7 | Роман Заев            | Saller          | Акимат Южно-Казахстанской области |
| Окжетпес       | Пётр Пак              | Adidas          | Акимат Акмолинской области        |
| ОДЮСШ №2       | Данияр Каирбаев       | Adidas          | Акимат Актюбинской области        |
| СШВСМ-Барыс    | Александра Светлицкая | Saller          | Акимат Алматы                     |

## Турнирная таблица

### Таблица
| М | Команда        | И  | В  | Н | П  | Мячи    | ±   | О  | Примечания                                          |
| - | -------------- | -- | -- | - | -- | ------- | --- | -- | --------------------------------------------------- |
| 1 | БИИК-Казыгурт  | 16 | 16 | 0 | 0  | 84 − 3  | +81 | 48 | Клуб участвующий в Лига чемпионов УЕФА среди женщин |
| 2 | Окжетпес       | 16 | 12 | 0 | 4  | 52 − 19 | +33 | 36 |                                                     |
| 3 | СШВСМ-Барыс    | 16 | 6  | 1 | 9  | 28 − 33 | −5  | 19 |                                                     |
| 4 | БИИК-СДЮШОР №7 | 16 | 5  | 1 | 10 | 30 − 54 | −24 | 16 |                                                     |
| 5 | ОДЮСШ №2       | 16 | 0  | 0 | 16 | 2 − 87  | −85 | 0  |                                                     |

И — игры, В — выигрыши, Н — ничьи, П — проигрыши, Мячи — забитые и пропущенные голы, ± — разница голов, О — очки

Источник:uefa.com

### Результаты матчей
| Команда       | БИК             | БСД             | ОДС             | ОКЖ             | СШБ             |
| ------------- | --------------- | --------------- | --------------- | --------------- | --------------- |
| БИИК-Казыгурт |                 | 11-0 5-0 3-1    | 3-0 16-0 9-0    | 6-0 1-0 4-1 1-0 | 6-0 3-0 2-1 6-0 |
| БИИК-СДЮСШ №7 | 0-11 0-5 1-3    |                 | 8-0 5-0 3-0 3-0 | 0-6 1-6 4-5 1-4 | 1-1 1-4 1-0     |
| ОДЮСШ №2      | 0-3 0-16 0-9    | 0-8 0-5 0-3 0-3 |                 | 1-7 0-6 0-3 0-3 | 1-3 0-9 0-3     |
| Окжетпес      | 0-6 0-1 1-4 0-1 | 6-0 6-1 5-4 4-1 | 7-1 6-0 3-0 3-0 |                 | 3-0 2-0 3-0     |
| СШВСМ-Барыс   | 0-6 0-3 1-2 0-6 | 1-1 4-1 0-1     | 3-1 9-0 3-0 3-0 | 0-3 0-2 0-3 0-3 |                 |

## Бомбардиры
| Место | Игрок               | Клуб           | Голы* |
| ----- | ------------------- | -------------- | ----- |
| 1     | Гульнара Габелия    | БИИК-Казыгурт  | 19    |
| 2     | Вероника Ихезуо     | БИИК-Казыгурт  | 15    |
| 3     | Ольга Осипян        | Окжетпес       | 13    |
| 4     | Бегаим Киргизбаева  | БИИК-Казыгурт  | 9     |
| 5     | Джамиля Каирбекова  | Окжетпес       | 7     |
| 6     | Карина Жумабайкызы  | БИИК-СДЮШОР №7 | 6     |
| 6     | Светлана Бортникова | БИИК-Казыгурт  | 6     |
| 8     | Айгерим Алимкулова  | Окжетпес       | 5     |
| 8     | Юлия Ширяева        | СШВСМ-Барыс    | 5     |

* в скобках — голы, забитые с пенальти.

## Рекорды в чемпионате
| - Самая крупная победа хозяев (+11): - 17/05/2017 БИИК-Казыгурт» 11:0 «БИИК-СДЮШОР №7» - Самая крупная победа гостей (+16): - 06/08/2017 «ОДЮСШ №2» 0:16 «БИИК-Казыгурт» - Наибольшее количество голов в одном матче, забитых одной командой (16): - 06/08/2017 «ОДЮСШ №2» 0:16 «БИИК-Казыгурт» - Наибольшее число голов в одном матче (16): - 06/08/2017 «ОДЮСШ №2» 0:16 «БИИК-Казыгурт» | - Наибольшее количество зрителей (200): - 28/05/2017 «СШВСМ-Барыс» 0:2 «Окжетпес» - Наименьшее количество зрителей (20): - 06/08/2017 «БИИК-СДЮШОР №7» 1:4 «СШВСМ-Барыс» |